# Tsampuna
A tsampuna, tsampouna, tsambuna, tsambouna (em grego: τσαμπούνα) ou, em Creta, ascomandura (ασκομαντούρα; askomandoúra) é um instrumento musical folclórico grego da família da gaita de foles, com uma flauta dupla e sem pedal e um saco de pele de cabra que é inflado com a boca. O instrumento está muito disseminado nas ilhas gregas.